# アペックス (輸入商社)
株式会社アペックス (APEX Co., Ltd.) は、群馬県高崎市に本社を置く、寝具を中心とした繊維商品などの輸入・販売を主な事業とする商社である。

## 沿革
- 1989年3月 - 設立（資本金1,000万円）
- 1991年1月- 日用品雑貨等の輸入・販売、海外業務代行事業を開始。
- 2001年1月 - 社屋を高崎市上並榎町に新築移転。
- 2003年10月 - 資本金を2,000万円に増資。
- 2005年12月 - 社屋を現住所に新築移転。
- 2007年3月 - 資本金を4,000万円に増資。
- 2009年11月 - 経済産業省「製品安全対策優良企業表彰」の中小企業 製造事業者・輸入事業者部門において「商務流通審議官賞」を受賞。[2]
- 2012年11月 - ティーライフと資本提携。
- 2013年3月 - 医薬部外品・化粧品の企画開発を開始。
- 2014年12月 - 厚生労働省群馬労働局より、「次世代育成支援対策推進法」に基づく「従業員の子育てサポート企業」（くるみん）に認定。[3]

## 事業内容
- 海外ブランドディストリビューション事業
- 寝具、日用品雑貨、宝飾品、医薬部外品、化粧品、ガーデン用品等の企画開発
- 翻訳事業、通訳事業（英語、フランス語、ドイツ語、中国語、韓国語）
- 販売プロデュース、コンサルティング事業

## 主な海外エージェント
- Danfill（デンマーク）
- MENU A/S（デンマーク）
- DYKON A/S（デンマーク）
- magisso（フィンランド）
- Silkeborg Plaids（デンマーク）
- Lovelinks A/S（デンマーク）

## 加盟団体
- （社）日本翻訳連盟
- 在日デンマーク商工会議所会員